# Español barranquillero
El español barranquillero es una variante del dialecto costeño colombiano, el cual hace parte del español caribeño, cuya base probable es el dialecto andaluz y canario. El dialecto barranquillero, que posee rasgos locales propios que lo diferencian de otros subdialectos costeños, se extiende hasta los municipios aledaños a Barranquilla en el departamento del Atlántico (Puerto Colombia, Soledad, Malambo, Galapa y Baranoa; a partir de Sabanalarga hacia el sur se usa un dialecto con características fonéticas distintas, similares a las del español costeño sabanero) y es prácticamente el mismo hasta Ciénaga en el departamento del Magdalena, e incluso hasta Santa Marta, donde las escasas diferencias son más bien de entonación y de semántica, nunca de fonética o de morfosintaxis. Una población aproximada de 2 000 000  de habitantes usan el dialecto (2011).

## Fónetica
- En su fonética se caracteriza, como todo el español hablado en América, por el seseo.
- Tampoco se hace distinción entre [j] y [ʎ] (yeísmo) como en todo el español caribeño.
- Presenta la caída de la /d/ intervocálica de los participios, por ejemplo, salado se pronuncia [sa'la.o] y perdido [peɾ'di.o]
- La aspiración de la /s/ de final de sílaba en palabras como "costa" (['koh.ta]) o "buscó" ([buh'ko]) y la pérdida total de /s/ en posición final absoluta, las cosas se pronuncia [lah 'kosa] .
- Pérdida de /ɾ/ final de los infinitivos: y caminar [ka.mi'na].
- Otra característica principal del español hablado en la ciudad es la nasalización de las vocales que anteceden a m y n ("campaña" [kãm'pa.ɲa] y "anda" [ãn.da]).
- La /n/ final se realiza velar: canción [kan'sjoŋ].
- La jota se realiza como una aspiración suave ([h]), a veces casi desaparece, completamente diferente de la articulación velar de la [x] en España, México o los Andes centrales.
- Los fonemas /b/, /d/ y /g/ son fricativas o aproximantes en posición intervocálica (caber [ka'βeɾ], cada ['kaða], pagar [pa'ɣaɾ]), pero en posición postconsonántica se realizan oclusivas, a diferencia del español hablado, por ejemplo, en México (carbón ([kaɾ'bon] y no [kaɾ'βon]), caldo (['kaldo] y no ['kalðo]), cargar ([kar'gaɾ] y no [kaɾ'ɣaɾ]). La d al final de palabra se pierde o, en una expresión enfática, se pronuncia siempre oclusiva (a diferencia de muchas partes de América, como en México o en el interior de Colombia, donde se pronuncia fricativa): [liβeɾ'ta] o [liβeɾtad], nunca [liβeɾtað].

Cabe anotar que de ninguna forma se presenta el "golpeo", la geminación de las consonantes (por ejemplo d, t, p o g) posteriores a las líquidas r y l y la supresión de estas: ['kad.do] por caldo, ['at.to] por alto, ['gop.pe] por golpe o ['kag.gar]] por cargar, fenómeno común sólo desde Sabanalarga hacia el sur hasta el departamento de Córdoba y en países como Cuba.

## Morfosintaxis
Como es común en casi todas las variantes del español, el futuro se reemplaza por la construcción perifrásica del presente continuo ir a + infinitivo: Voy a comer en lugar del futuro simple: Comeré. No existen ni el leísmo ni el loísmo: Le daré las cosas que compré y nunca Lo daré las cosas que compré que aparecen en el español del centro y norte de España. Sin embargo, como en muchas partes de Hispanoamérica, se presenta la pluralización del pronombre objeto directo de tercera persona del singular cuando el objeto indirecto son varias personas: Yo se los dije por Yo se lo dije (en estos casos, el pronombre objeto indirecto les se cambia por se para evitar la cacofonía).
Con respecto a la morfología, no se presenta ningún tipo de voseo. El pronombre de segunda persona del plural es ustedes, como en casi toda América. Barranquilla es territorio de tuteo. Se utiliza el tuteo para dirigirse a personas menores o de edad similar a quien habla: amistades, recién conocidos, niños o entre familiares como esposos, padres, hermanos, primos, sobrinos, nietos o novios. También se trata de tú a las mascotas.
Se trata de usted a las personas mayores, a los abuelos, a quienes ostentan alguna dignidad como los profesores, las autoridades, el jefe o profesionales (por ejemplo, el médico o el abogado). Casi siempre después de un título (señor o doctor, por ejemplo) se utiliza el tratamiento de usted: Señor, ¿en qué le puedo servir?. Tratar de tú a una persona mayor o a alguien que tiene alguna dignidad se considera una falta de respeto. Asimismo, es extraño tratar de usted a un amigo o conocido, a un niño o a una mascota. Puede tratarse de usted, en una situación en la que normalmente se habría tuteado, para poner distancia con quien se habla o en tono de regaño o advertencia, por ejemplo, cuando un padre reprende a un hijo: ¿Y usted para dónde cree que va?
Se emplea el sufijo -ico, a para formar determinados diminutivos cuya última sílaba contiene la letra te como en toda Colombia y países vecinos (Vicentico, momentico, chiquitica, gatica, chocolatico). Informalmente se usa el verbo ser intensivo: quiero que lo hagas es ya; teníamos era que haber cogido el otro bus.

## Léxico
El barranquillero resume en las palabras bacano y barro lo bueno y lo malo, respectivamente. Cuando quiere significar que algo es bueno, por ejemplo, una fiesta, una comida, un auto, una persona, etc., dice que es bacano (o bacana). El término bacano es utilizado hoy en toda Colombia. Lo barro se aplica exactamente a lo contrario: a adjetivar una comida, una persona, una canción, lo que sea, como algo malo. Otra palabra utilizada exclusivamente en la ciudad para significar algo bueno, con el mismo uso y significado de bacano es monocuco, o su apócope mono (el monocuco es uno de los disfraces más representativos del carnaval de Barranquilla). Cabe señalar que estas palabras son utilizadas en situaciones informales. Otras palabras para designar lo malo o desagradable, pero de extracción más vulgar y con la connotación de algo de baja calidad, son las populares jopo, peye, pecueca, perrata, líchigo y machucho. Para designar lo bueno también se utilizan chévere, violento, teso, firme y mundial.
Como en casi toda la América hispanohablante, el verbo beber es reemplazado muchas veces por tomar. Caso especial es el del anglicismo de uso coloquial full, utilizado a veces por el adverbio muy: Un man full barro (Un tipo muy desagradable); otras como el adverbio mucho: Te quiero full.
Cotidianas del barranquillero son interjecciones informales como eche (vulgar ablación de leche usada para expresar desagrado o sorpresa), ira (ablación de mentira utilizada para expresar desacuerdo), ajo (ablación de carajo usada para expresar sorpresa o desagrado), erda (vulgar ablación de mierda, usada para denotar desagrado o sorpresa: Erda, ¿siempre lo mismo? También úsase ñerda), quihubo (por qué hubo: hola, ¿qué más?), hey (para llamar la atención de alguien o para enfatizar una frase: ¡Hey, ven para acá! o ¿Qué quieres, hey?), vale (parecido a hey y al vale venezolano, pero usado de manera diferente del vale cartagenero y del vale español: Erda, sí, vale.), je (sí), huy (para denotar sorpresa o desagrado: Huy, ¿cómo?), pilas y mosca (apúrate, pon atención: Ponerse las pilas, estar mosca), nojoda (para expresar desagrado o sorpresa), nojuegue (como nojoda, pero sin la connotación vulgar), anda o ándale (como expresión de temor, sorpresa o para incitar a hacer algo), hombe (por hombre, usado para llamar la atención de alguien), nombe (por no, hombre, utilizada como negación), ah, pué (ah, pues) y ajá (utilizada para asentir, saludar o retomar una conversación: Ajá, ¿y entonces?).
Modismos como parar bola (informal por prestar atención: Párale bolas), bailar el indio (darle vueltas a un asunto sin definir nada), ponerse las pilas y ponerse pálido (despabilarse, apurarse, poner atención), mamar gallo (bromear, molestar), salir pajarilla (quedar mal), darle viaje a algo o a alguien (acabar con algo, comerse algo o asesinar a alguien) o mojársele a un hombre la canoa: A ese man se le moja la canoa (Ese hombre parece homosexual). Úsase solo en ciertas ocasiones, como cuando un borracho observa un comportamiento con tendencias homosexuales. De igual manera, pelar el cobre (demostrar lo que verdaderamente se es) y botar el chupo o marearse (se expresa cuando una persona, a la cual se le molesta, o se le mama gallo, no acepta la broma y se molesta): ¿Te mareaste? Poner pereque (fastidio), joder o fregar para fastidiar o molestar a alguien: Deja de poner pereque, deja de joder o deja de fregar.
Palabras como pelao (por pelado, niño]); el anglicismo man (común en ciudades-puerto), por tipo, hombre; cuadro, llave, calidad ([kali'δa]) y loco (por amigo: ¿Qué más, cuadro?); bollo y sus derivados bollazo y bollito para designar a un hombre o una mujer atractivos; bollón o picoso ("se las pica") para referirse a alguien presuntuoso; corroncho, barbul y coralibe (o coral) para aludir a alguien ordinario y sin modales; sollado ([soja.o]) y sollarse (loco, enloquecerse); mamonúo y trameyúo por muy grande; perrenque (fuerza); berroche (posible alteración de derroche: desorden o relajo de niños), cambambero (proclive a iniciar alegremente todo tipo de asuntos sin evaluar sus pros y sus contras: la cambamba), cola (rabia: Tenerle cola a alguien o a algo, darle a uno cola alguien o algo), barra por peso, unidad monetaria de Colombia: Mil barras (mil pesos); pingarria (pereza); y vaina, utilizada para designar cualquier cosa (como en inglés stuff), pero considerada vulgar: Esa vaina no me gusta. Construcciones perifrásicas como tronco de, palo de, cipote de o culo de (esta última extremadamente vulgar), utilizadas como adjetivo para enfatizar  sustantivos: Palo/tronco/cipote/culo de aguacero (un aguacero muy fuerte).